# Košarkaški savez Vojvodine
Košarkaški savez Vojvodine (skraćeno: KSV) regionalna je sportska organizacija koja koordinira razvoj košarke na području Vojvodine. Sjedište se nalazi u Novom Sadu

## Natjecanja
KSV organizira i koordinira sljedeće turnire i lige:
- Viša liga Vojvodine
- Juniorske, kadetske i pionirske lige
- Regionalna kup natjecanja i prijateljski turniri

## Vanjske poveznice
- Službena web-stranica